# Rascló de Nuku Hiva
El rascló de Nuku Hiva ( Gallirallus eoulare ) és un ocell extint de la família dels ràl·lids (Rallidae).
Aquest rascló va ser descrit l'any 2007 a partir d'ossos subfòssils recollits entre 1994 i 1995 per un equip d'arqueòlegs dirigits per B. V. Rolett i E. Conte, al jaciment d'Ha'atuatua, a l'illa de Nuku Hiva, dins les Marqueses, a la Polinèsia Francesa. Les restes tenen una antiguitat d'uns 1000 anys, el primer període d'assentament humà de l'illa.